# Барберо, Алессандро
Алессандро Барберо (итал. Alessandro Barbero; 30 апреля 1959, Турин) — итальянский историк, писатель, эссеист, педагог, профессор.

## Биография
До 1981 г. изучал филологию, литературу и медиевистику в Туринском университете. окончил аспирантуру при Высшей нормальной школе в Пизе.
С 1984 года — научный сотрудник Римского университета Тор Вергата.
Историк, специализирующийся в военной истории и истории средневековья.
В 1998 году стал адъюнкт-профессором средневековой истории на факультете гуманитарных наук и философии в Университете Восточного Пьемонта в Верчелли. С 2004 года — ординарный профессор университета.
В 2022 был внесён кандидатом в списки голосования за президента Итальянской республики.

## Творчество
А. Барберо — автор эссе и романов. Одна из самых известных его книг — «Битва. Новая история Ватерлоо» (2006). Сотрудничает с журналом Storica и ежедневными газетами «La Stampa» и «Il Sole 24 Ore». С 2007 является экспертом по историческим обрядам и костюмам на телевизионной станции RAI.
Является членом правления и жюри Премии Гринцане Кавур, член редакционного комитета журнала Storica.

## Избранные произведения
- Il mito angioino nella cultura italiana e provenzale fra Duecento e Trecento (1983).
- L’aristocrazia nella società francese del medioevo. Analisi delle fonti letterarie (secoli X—XIII) (1987).
- Un santo in famiglia. Vocazione religiosa e resistenze sociali nell’agiografia latina medievale (1991. ISBN 88-7011-433-3).
- Amministrazione e giustizia nell’Italia del Nord fra Trecento e Settecento: casi di studio, con Giovanni Tocci (1994).
- Dizionario del Medioevo (1994. ISBN 88-420-4495-4; 1998).
- Un’oligarchia urbana. Politica ed economia a Torino fra Tre e Quattrocento (1995. ISBN 88-85669-37-9).
- Bella vita e guerre altrui di Mr. Pyle gentiluomo (1995).
- Romanzo russo. Fiutando i futuri supplizi (1998).
- La cavalleria medievale (1999. ISBN 88-7801-306-4).
- Medioevo. Storia di voci, racconto di immagini (1999. ISBN 88-420-5850-5).
- Carlo Magno. Un padre dell’Europa (2000. ISBN 88-420-6054-2).
- Valle d’Aosta medievale (2000. ISBN 88-207-3162-2).
- L’ultima rosa di Lautrec (2001).
- Benedette iene, Francesco Antonioli (a cura di), in La Bibbia dei non credenti. Protagonisti della vita italiana sfidano il Libro dei libri (2002. ISBN 88-384-6504-5).
- Poeta al comando (2003).
- Charlemagne: Father of a Continent (2004. 0-520-23943-1).
- The Battle: A New History of Waterloo (2006. 978-0802715005).
- Cittadini e barbari: Roma multietnica (2007).
- 9 agosto 378 il giorno dei barbari (2012).
- 1289. La battaglia di Campaldino (2013).

## Награды
- 1996 — Премия Стрега за книгу «Прекрасная жизнь и чужие войны мистера Пайла, джентльмена» / Bella vita e guerre altrui di Mr. Pyle, gentiluomo
- 1996 — Премия Гринцане Кавур
- 2005 — Кавалер ордена искусств и литературы